# Provincia de Chincheros
La provincia de Chincheros es una de las siete que conforman el departamento de Apurímac, bajo la administración del Gobierno regional de Apurímac, en el Perú.
Limita al norte, este y oeste con el departamento de Ayacucho, y al sur con la provincia de Andahuaylas. No debe confundirse con el distrito cusqueño de Chinchero.

## División administrativa
La provincia tiene una extensión de 1242,33 km² y se divide en 12 distritos:
1. Chincheros
2. Ancohuallo
3. Cocharcas
4. Huaccana
5. Ocobamba
6. Ongoy
7. Uranmarca
8. Ranracancha
9. Rocchac
10. El Porvenir
11. Los Chankas
12. Ahuayro

## Población
La provincia tiene una población aproximada de 60 583 habitantes.

## Chincheros
La capital de esta provincia es la ciudad de Chincheros.

## Autoridades

### Regionales
- Consejeros regionales
  - 2019-2022[1]

  1. Pascual Huamanñahui Alegría (Alianza para el Progreso)
  2. Roos Mery Najarro Saavedra (Alianza para el Progreso)

### Municipales
- 2019-2022[1]
  - Alcalde: Nilo Guillermo Najarro Rojas, del Movimiento Popular Kallpa.
  - Regidores:

  1. Clive Abel Quintanilla Llocclla (Movimiento Popular Kallpa)
  2. Viqui Yañe Medrano (Movimiento Popular Kallpa)
  3. Alejandro Arroyo Quispe (Movimiento Popular Kallpa)
  4. Nicanor Martínez Gómez (Movimiento Popular Kallpa)
  5. Octavio Alejandro Rivera Luna (Movimiento Popular Kallpa)
  6. Justo Palomino Quispe (Movimiento Popular Kallpa)
  7. Linet Mariela Alarcón Torres (Alianza para el Progreso)
  8. Benancio Quispe Pillaca (Alianza para el Progreso)
  9. José Alberto Machado Medina (Alianza para el Progreso)

## Atractivos turísticos

### Santuario de Cocharcas
Templo de estilo barroco construido con piedra sillar finamente labrada y levantado entre los años 1598 y 1623. Tiene dos torres, una bóveda de medio punto y una cúpula de mampostería cubierta con azulejos vidriados en cuyo interior se guardan importantes lienzos de la Escuela Cusqueña y de algunos maestros españoles. El altar mayor presenta ornamentos finamente tallados en pan de oro.

## Festividades
Julio: Virgen del Carmen. También muchos de la provincia la llaman mamacha del Carmen. En Chincheros la consideran como la patrona del pueblo de Chincheros. La Virgen del Carmen es sacado en procesión con una multitud de feligreses y creyentes de todas partes de la provincia de Chincheros y del Perú. El 15 de julio de cada año, es la gran serenata, es la gran celebración de la Virgen del Carmen amenizada con grupos y bandas musicales, los pobladores celebran con gran esta gran fiesta donde no faltan los famosos juegos pirotécnicos (los famosos castillos) que son construidos especialmente para este evento y los cohetes artificiales que son lanzados desde las calles y que caen haciendo una lluvia de estrellas luminosas de diferentes colores formando un gran cantidad de figuras.
Septiembre (movible): Festival Reina del Cañaveral. Este festival turístico se lleva cabo en el mes de la juventud, a comienzos de la primavera, en el que se elige a la reina del cañaveral, en las playas del río Pampas, próximo al poblado de Callebamba. En este se promocionan productos agroindustriales de la zona, se desarrollan competencias de canotaje, natación, etc. y se presenta la gastronomía típica.